# Tangerang (stadsgemeente)
Tangerang is een stad in de de provincie Banten op het eiland Java in Indonesië. De stad ligt tussen Jakarta en het regentschap Tangerang. De stad en het regentschap zijn afzonderlijke, bestuurlijke districten.
Bij de volkstelling van 2020 telde de stad Tangerang 3.249.836 inwoners. De stad is onderdeel van Jabodetabek, het grootstedelijke gebied van Jakarta, met 29,5 miljoen inwoners de 5e agglomeratie van de wereld.
De internationale luchthaven Soekarno-Hatta ("Jakarta Airport"), ligt binnen de stadsgemeente Tangerang in het onderdistrict Benda.

## Geschiedenis
Op 26 maart 2009 brak 's nachts een slecht onderhouden dam tegen de stadsgrens met Jakarta en verdronken meer dan 90 personen.

## Onderdistricten
Tangerang valt uiteen in 13 onderdistricten (kecamatan):
- Batuceper
- Benda
- Cibodas
- Ciledug
- Cipondoh
- Jatiuwung
- Karangtengah
- Karawaci
- Larangan
- Neglasari
- Periuk
- Pinang
- Tangerang

## Geboren
- Claudia Scheunemann (2009), voetbalster